# Cleopatra (Gauthier)
Cleopatra (Cléopâtre) è una scultura in gesso e ocra dello scultore francese Charles Gauthier, realizzata nel 1880. L'opera oggi è conservata al museo di belle arti di Lilla, in Francia.

## Storia

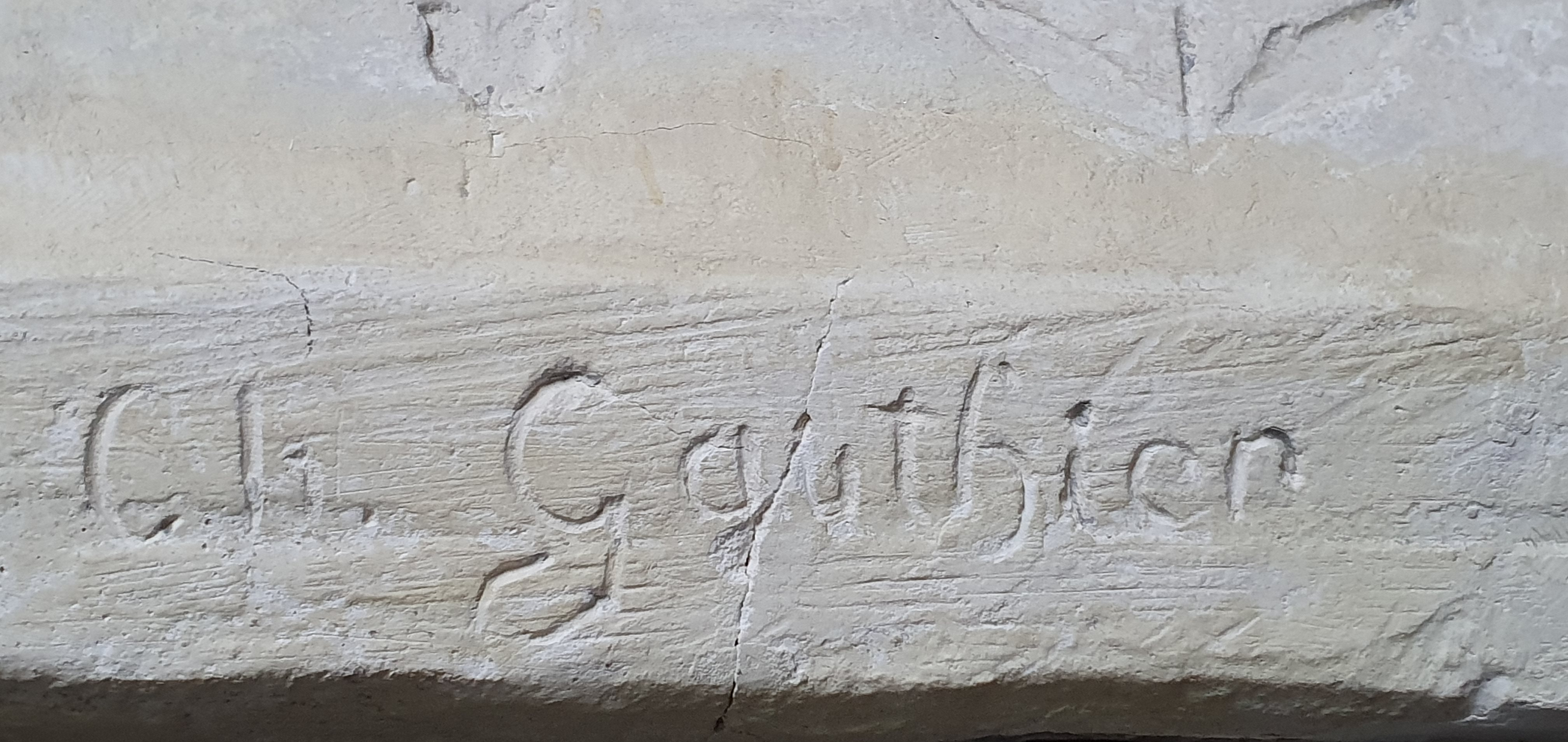
La firma dell'artista

Cleopatra venne acquistata dallo stato francese dopo essere stata esposta al Salon del 1880 e venne spedita all'ambasciata di Tunisi, per poi essere trasferita nel museo lillese nel 1886.
L'opera venne attribuita per molto tempo allo scultore francese Albert Darcq, originario di Lilla, fino al 2009, quando con la pulizia e il restauro venne scoperta la firma di Gauthier. Tale restauro è stato possibile grazie al contributo della società francese Eaux du Nord.

## Descrizione

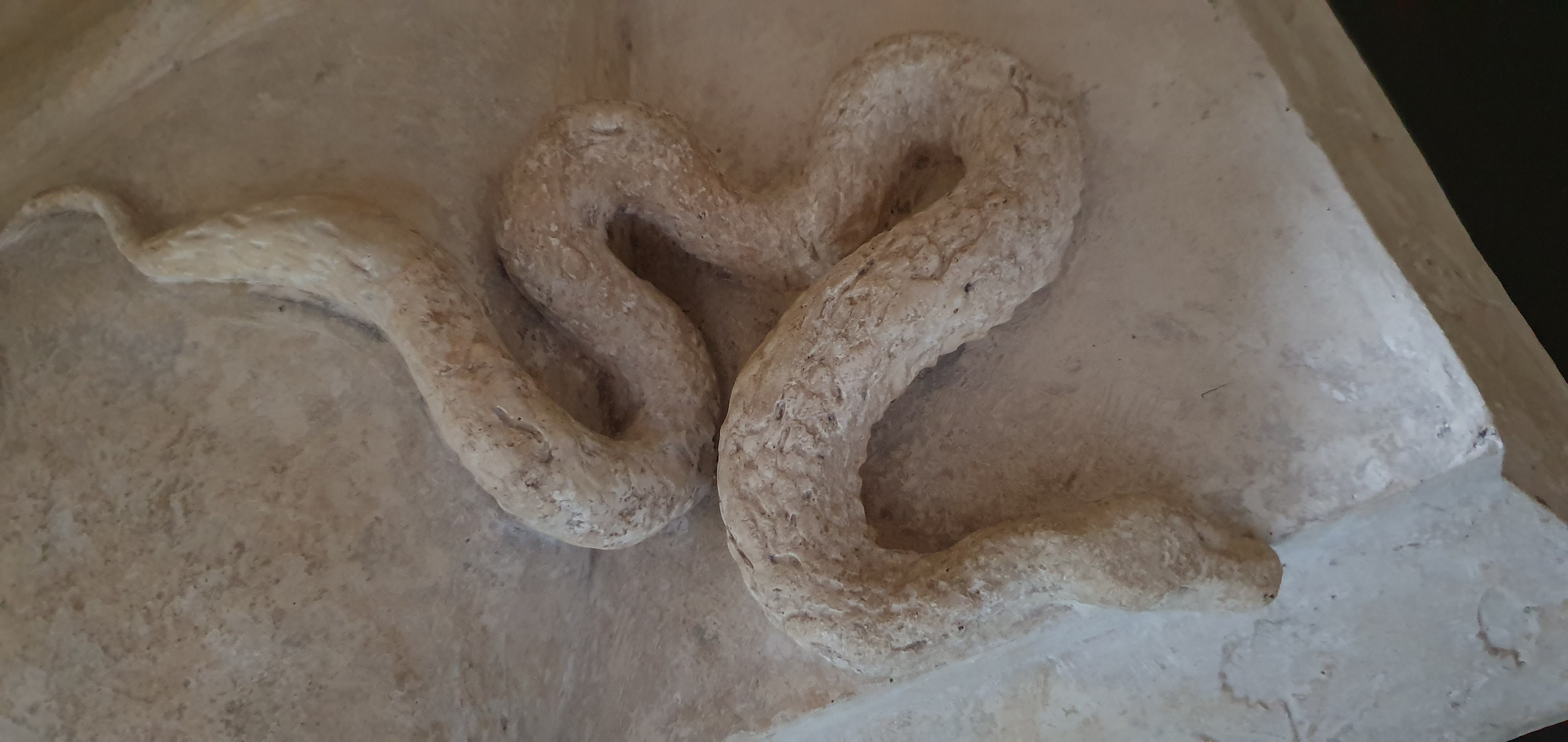
L'aspide

La scultura raffigura Cleopatra VII, l'ultima regina d'Egitto, mentre si suicida facendosi mordere da un aspide. La regina è sdraiata sul proprio letto e poggia la mano sinistra sul cuscino, mentre poggia l'altra sul proprio petto scoperto. Cleopatra ha sul volto un'espressione di abbandono e tiene gli occhi chiusi. La regina è raffigurata sia come potente che sensuale, a testimonianza della sua grandezza. L'aspide si trova ai piedi della donna e striscia via. Alla base della statua sono presenti dei geroglifici e la firma di Charles Gauthier, che ha permesso l'identificazione dell'opera.